# Паэгле, Генрих Генрихович
Генрих Генрихович Паэгле (18 июня [30 июня] 1898, хутор Пурмаль, Кёнигсхофская волость, Вольмарский уезд, Лифляндская губерния, Российская империя — 1980, Вышний Волочёк) — советский военачальник, полковник (1935). Участник Первой мировой, Гражданской и Великой Отечественной войн. Командир 201-й Латвийской стрелковой дивизии.

## Биография
Родился 1 июля 1898 года в Кенгской волости Валмиерского уезда Лифляндской губернии. Участник Первой мировой войны. Начал службу в Русской императорской армии в 1917 году, в звании младшего унтер-офицера 4-го Видземского стрелкового полка, в составе 2-й латышской бригады 12-й армии Северного фронта, которая вела оборонительные бои в районе Риги. В 1918 году попал в плен к немцам, бежал. До декабря 1918 года жил и работал на оккупированной немецкими войсками территории у границы Эстляндской губернии.
Находясь в тылу врага принял Советскую власть. Участвовал в организации советских органов власти в Аракстской волости, был избран начальником местной милиции. С 1919 года в рядах Красной армии. Воевал на фронтах Гражданской войны, в частности в Северной Латвии, Курляндии, Латгалии и Юго-Западном фронте с 1919 по 1921 год.
В 1922 году обучался в отделении пехоты Киевской высшей объединённой военной школы. С 1925 по 1928 годы проходил обучение в Военной академии РККА им. М. В. Фрунзе.
В 1928 году назначен начальником штаба 129-го стрелкового полка 43-й стрелковой дивизии в Великих Луках. С 1931 года был начальником штаба Ленинградской артиллерийской технической школы. С 1935 года был начальником штаба 53-й стрелковой дивизии Приволжского военного округа в Энгельсе. С 1936 по 1938 год обучался в Академии Генерального штаба РККА, в 1938 году стал преподавателем Академии.
С началом Великой Отечественной войны сразу же попросился на фронт, но был оставлен преподавать в академии Фрунзе. 13 августа назначен начальником штаба формируемой 201-й Латвийской стрелковой дивизии. Лично занимался созданием структур штаба новой дивизии, подбором офицеров отделов, оказанием помощи в формировании штабов в полках. 19 декабря вместе с 201-й стрелковой дивизией вступил в бой на Западном фронте в составе войск 33-й армии в районе Наро-Фоминска. 21 декабря после тяжелого ранения командира дивизии полковника Я. Я. Вейкина принял командование дивизией.
Принимал участие в Наро-Фоминско-Боровской операции. 3 марта 1942 года получил тяжелое ранение, до конца июня 1942 года лечился в госпиталях.
После выписки из госпиталя был назначен заместителем начальника объединённых офицерских курсов Северо-Западного фронта. С 1944 года работал старшим тактическим руководителем кафедры общей тактики в Военной академии им. М. В. Фрунзе.
В июне 1944 году был репрессирован, находился в тюрьме до 1952 года, после смерти Сталина реабилитирован. Проживал в Вышнем Волочке Калининской области, работал на фабрике «Пролетарский Авангард», в 1956 году вышел на пенсию, после реабилитации годы, проведенные им в тюрьме, были засчитаны в общий стаж армейской службы.
Умер в 1980 году.

## Награды
- Орден Красного Знамени (12 апреля 1942 года)
- Орден Красной Звезды (9 марта 1943 года)
- Орден Отечественной войны II степени (21 сентября 1943)